# Coanao
Coanao, pleme američkih Indijanaca porodice Cariban s poluotoka La Guajira u Venezueli i Kolumbiji, naseljeno u predkolumbovsko doba između planina Sierra Nevade i Sierra de los Bubures, na Cabo de la Vela i Valle de Upar.
Coanaosi su trgovali solju koju su nosili u unutrašnjost i zamijenjivali je za zlato. Područje što su nastanjivali, kojem pripada i općina Manaure ili Salinas de Manaure u departmanu La Guajira i danas je orijentirana proizvodnji soli.

## Vanjske poveznice
- Descendencia del Hombre Zuliano  Arhivirana inačica izvorne stranice od 14. veljače 2009. (Wayback Machine)